# Smile.dk
Smile.dk (eigene Schreibweise SMiLE.dk, zeitweise auch SMiLE-dk) ist eine schwedische Pop-Gruppe. Sie wurde 1998 durch das Lied Butterfly bekannt, das in dem Videospiel Dance Dance Revolution verwendet wurde. Weitere bekannte Hits sind Boys, Mr. Wonderful, Dancing All Alone und Koko Soko.
Alle Mitglieder stammen aus Schweden, verkaufen ihre Musik jedoch hauptsächlich in Dänemark, was der Grund für das .dk hinter dem Namen ist. Obwohl die Gruppe nicht aus Japan kommt, haben sie sich inzwischen auf japanischen J-Pop spezialisiert.
Die Ähnlichkeit zu J-Pop führte auch dazu, dass eine Vielzahl an Online-Quellen ihren bekanntesten Song Butterfly häufig fälschlich der japanischen Popsängerin Ayumi Hamasaki zurechneten, obwohl von dieser bis zum gegenwärtigen Zeitpunkt noch kein einziger Song mit rein englischem Songtext veröffentlicht worden ist.
Die deutsche Popband Cherona veröffentlichte 2009 ihr einziges Album Sound of Cherona auf dem zwei Cover enthalten sind. Neben Golden Sky wurde Dragonfly als Single veröffentlicht.

## Geschichte
Veronica Almqvist und Nina Boquist gründeten die Gruppe unter dem Namen Smile und veröffentlichten 1998 das Album Smile. In Japan entstand eine große Beliebtheit. Der populärste Song Butterfly wurde von Konami lizenziert und im Videospiel Dance Dance Revolution verwendet. Die Beliebtheit war so groß, dass die Band für 100.000 Verkäufe in Japan mit einer Goldenen Schallplatte ausgezeichnet wurde. Nina Boquist verließ die Gruppe nach dem ersten Album, um eine Solo-Karriere zu starten.
Als Ersatz kam Malin Kernby hinzu. Die Band wurde zu Smile.dk umbenannt. Im Jahr 2005 haben Almqvist und Kernby geheiratet und man entschied sich erst mal keine neuen Lieder zu veröffentlichen. Später gab man bekannt zurückzukehren, allerdings ohne Kernby.

### Rückkehr
2008 gab der Produzent Jamie Thompson in einem populären Bubblegum-Musik-Forum bekannt, dass die Gruppe mit der weltweiten Single-Veröffentlichung von Doki Doki zurückkehren wird. Kernby sang noch bei diesen und anderen Songs vom Album Party Around The World. Hanna Stockzell ist bei den anderen Liedern des Albums zu hören.
Smile.dk (mit Almqvist und Stockzell) sangen am 9. August 2008 live auf der San Japan in San Antonio in Texas. Es war der erste Auftritt in Nordamerika. Danach folgte ein Auftritt auf der Sakura-Con 2009 in Seattle vom 10. bis 12. April 2009.
Im April 2010 wurde bekannt, dass Hanna Stockzell die Gruppe verlassen wird, um allein Musik zu machen. Im selben Jahr kam Cecilia Reiskog als Ersatz zur Gruppe. 2011 wurde die Single Moshi Moshi veröffentlicht und ist somit die erste Single, bei der Cecilia mitwirkt.
Im April 2013 wurde durch das Label GlenDisc Records das Album Party Around The World, das im Jahr 2008 erstmals erschien, neu veröffentlicht.
Im Oktober 2013 hat Reiskog auf Facebook mitgeteilt, die Gruppe zu verlassen und sich privat auf ihre Familie zu konzentrieren. Gleichzeitig wurde angekündigt, dass Veronica allein weitersingen wird. Zurzeit arbeitet Almqvist am angekündigten Album, das 2014 erscheinen soll. Veronica schrieb in einem Kommentar, das ein neuer Song My Baby heißen wird und dieser auf dem kommenden Album enthalten sein wird.

### Rückkehr im Jahr 2015
Im Zuge des Comeback-Albums mit dem Arbeitstitel „The Make Up-Collection“, tourt Smile.dk für acht Konzerte im Oktober und November 2015 durch China.
Ende Oktober gab Veronica in einem Update auf Facebook bekannt, dass das Comeback-Album mit dem Titel Forever noch im Jahre 2015 erscheinen wird. Am 7. November 2015 wurde die neue Webseite gestartet und zeitgleich ein Remix-Wettbewerb. Bei diesem haben DJs die Möglichkeit die drei Smile.dk Hits Butterfly, Boys und Our little Corner zu mixen. Mit dem Start der Webseite wurde auch die Veröffentlichung der ersten neuen Single aus dem Comeback-Album bekannt gegeben. Our little Corner wird ab dem 16. November 2015 auf iTunes, amazon und allen gängigen MP3-Stores verfügbar sein. Die geplante Tour in China wurde auf Anfang des Jahres in Verbindung mit einem Auftritt in einer chinesischen Musik-Sendung verschoben.

### 2016
Am 10. Mai 2016 veröffentlichte das schwedische Label GlenDisc ein Video auf YouTube, welches angibt, dass am 25. Mai 2016 die Single „Koko Soko 2016“ erscheint. Das Lied ist eine komplette Neuaufnahme des Liedes aus dem fünften Studioalbum Party Around The World. Die Single enthält neben einem Remaster des ursprünglichen Liedes, den neuen Mix mit dem Titel Koko Soko (2016 Radio Mix) vier weitere Versionen.

### 2017
Das neue Album Forever erschien am 17. Juli 2017. Das Album enthält fünf bekannte Songs, die ausschließlich mit Veronica eingesungen wurden. Weiterhin sind sechs neue Lieder enthalten, darunter die Single-Auskopplung Our little Corner sowie den Hit Butterfly als neuen Remix. Anders als vorige Ankündigungen ist kein Lied mit dem Titel My Baby enthalten. Die Produktion übernahm Christian Wolf. Erhältlich ist das Album ausschließlich als MP3, während eine physische Veröffentlichung nicht geplant ist.
Zum Jahresende erschien die digitale Single Holidays, auf der die zwei Lieder A Merry Christmas und Happy New Year enthalten sind.

### 2018
Im Jahre 2018 wurde es schlagartig ruhig um SMiLE.dk. Es verbreitet sich seitdem das Gerücht, dass es damit das Ende des musikalischen Projekts ist, nachdem der Erfolg des Albums Forever ausblieb.

## Diskografie

### Studioalben
- 1998: Smile
- 2000: Future Girls
- 2001: Smile Paradise
- 2002: Golden Sky
- 2008: Party Around the World
- 2017: Forever

### Singles
- Butterfly
- Boys
- Mr. Wonderful
- Coconut
- Dragonfly
- Doo Be Di Boy
- Circuit Girl
- Dancing All Alone
- Kissy Kissy
- Domo Domo Domo
- Doki Doki
- Petit Love
- A Geisha's Dream (NAOKI feat. Smile.dk)
- Butterfly '09 (United Forces Airplay Edit)
- Koko Soko
- Moshi Moshi
- Our little Corner
- Koko Soko 2016
- Holidays

### Beiträge für Sampler
- X-Mas Party (Summer Party) (Download)